# Montesa LA Cross 66
La Montesa LA Cross 66 fou un model de motocicleta de motocròs fabricat per Montesa entre 1966 i 1967. Era una evolució creada específicament per al mercat nord-americà de la Impala Cross 250, de la qual n'heretava els trets principals: motor de dos temps monocilíndric refrigerat per aire de 247 cc, bastidor de simple bressol, frens de tambor i amortidors de forquilla convencional davant i telescòpics darrere. Estèticament, però, se'n diferenciava pel color, groc en comptes del tradicional vermell de la Impala (per bé que es comercialitzà també en color vermell amb franja negra, i als EUA n'hi hagué una versió amb els colors de la bandera d'aquell país: dipòsit blau amb franges vermella i blanca).
Tot i ser encara un model rudimentari, la LA Cross 66 tingué un considerable èxit comercial (se'n produïren un total de 1.333 unitats) i fou l'antecedent directe de la Cappra, una de les motocicletes de motocròs més reeixides de la seva època. En el vessant esportiu, cal dir que l'any del llançament de la LA Cross 66, Pere Pi guanyà el Campionat d'Espanya de motocròs de 250cc amb el prototipus d'aquest model; a més, diversos pilots d'alt nivell internacional la pilotaren amb èxit en el campionat del món i els respectius campionats estatals, entre ells el belga Yves Dumont, l'occità Jacky Porte, el britànic Roger Snoad o els alemanys Fritz Betzelbacher, Georg Hauger i Otto Walz.

## Característiques
La LA Cross 66 incorporava un tub d'escapament obert tipus trompa, sense contra-con, que feia un soroll escandalós. El motor, però, tenia molts baixos i la seva conducció era fàcil.
Fitxa tècnica
| Montesa LA Cross 66 | Montesa LA Cross 66        | Montesa LA Cross 66 |
| ------------------- | -------------------------- | ------------------- |
|                     | 250                        |                     |
| Model               | 23M                        |                     |
| Núm. Sèrie          | 23M0001                    |                     |
| Anys                | 1966 - 1967                |                     |
| Diàmetre x Carrera  | 72,55 x 60 mm              |                     |
| Compressió          | ?                          |                     |
| CC                  | 247,69                     |                     |
| CV                  | 30 a 7.000 rpm             |                     |
| Carburador          | Amal 30 mm                 |                     |
| Canvi               | 4 velocitats               |                     |
| Suspensió davant    | Forquilla telehidràulica   |                     |
| Suspensió darrera   | Doble amortidor telescòpic |                     |
| Pneumàtics          | 19                         |                     |
| Frens               | Tambor 180 (dv i dr)       |                     |
| Dipòsit             | Groc                       |                     |

1. ↑  Disponible també en colors vermell amb franja negra o blau amb franges vermella i blanca